# Вэркы-Чатылькы
Вэркы-Чатылькы (устар. Воргэ-Чатыль-Кы) — река в России, протекает по территории Ямало-Ненецкого автономного округа. Устье реки находится в 47 км по левому берегу реки Чатылькы. Длина реки составляет 92 км.

## Данные водного реестра
По данным государственного водного реестра России относится к Нижнеобскому бассейновому округу, водохозяйственный участок реки — Таз. Речной бассейн реки — Таз.
Код объекта в государственном водном реестре — 15050000112115300066588.